# Jupiter (album Atheist)
Jupiter – czwarty album studyjny amerykańskiej grupy muzycznej Atheist. Wydawnictwo ukazało się 8 listopada 2010 roku nakładem wytwórni muzycznej Season of Mist. Płytę poprzedził singel do utworu Second to Sun, który ukazał się 11 października tego samego roku.
Płyta została zarejestrowana w LedBelly Studios w Atlancie w stanie Georgia, w Stanach Zjednoczonych, we współpracy z inżynierem Mattem Washburnem. Kompozycje zmiksował Jason Suecof, który współpracował poprzednio z formacjami Trivium i Chimaira. Partie gitary basowej zarejestrował gitarzysta Atheist - Jonathan Thompson. Muzyk przejął obowiązki Tony’ego Choya, który opuścił zespół na krótko przed nagraniami. Przyczyna odejścia basisty były różnice na tle artystycznym.

## Lista utworów
Opracowano na podstawie materiału źródłowego.
| Nr | Tytuł utworu          | Długość |
| -- | --------------------- | ------- |
| 1. | „Second to Sun”       | 4:04    |
| 2. | „Fictitious Glide”    | 4:53    |
| 3. | „Fraudulent Cloth”    | 3:24    |
| 4. | „Live and Live Again” | 3:39    |
| 5. | „Faux King Christ”    | 4:02    |
| 6. | „Tortoise the Titan”  | 3:40    |
| 7. | „When the Beast”      | 4:57    |
| 8. | „Third Person”        | 4:08    |
|    |                       | 32:47   |

## Twórcy
Opracowano na podstawie materiału źródłowego.
| - Kelly Shaefer – śpiew, gitara - Chris Baker – gitara - Jonathan Thompson – gitara, gitara basowa - Steve Flynn – perkusja - Matt Washburn – inżynieria dźwięku | - Ronn Miller – inżynieria dźwięku - Jason Suecof – miksowanie, inżynieria dźwięku - Alan Douches – mastering - Eliran Kantor – okładka, oprawa graficzna |